# 비슈티티스호

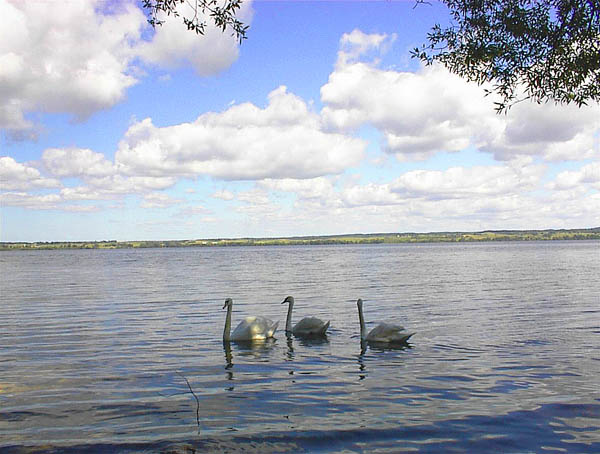

비슈티티스 호(리투아니아어: Viśtyčio ežeras; 독일어: Wysiter see; 러시아어: Виштынецкое озеро 비슈티네츠코예 호[*]; 가끔 유럽의 바이칼호라고도 불림)는 러시아의 칼리닌그라드주와, 리투아니아의 마리얌폴레 주사이에 위치한 호수이다. 제2차 세계 대전때에는, 독일과 리투아니아 사이에 위치한 격전지였다. 이 호수의 이름과 비슷한 도시는, 리투아니아의 북쪽에 위치한 비슈티티스이다.
면적은 17.87 km2이고, 대부분이 러시아 쪽에 위치해 있다.